# I Need Air
I Need Air to debiutancki singiel brytyjskiego duetu Magnetic Man. Jest to pierwszy singiel z ich debiutackiego albumu Magnetic Man a także osiągnął 10 miejsce na UK Singles Chart. Singiel był także notowany w Belgii i Danii. Wokalnie w singlu udziela się Angela Hunte.

## Lista utworów
1. I Need Air (Album Version)   4:18
2. I Need Air (Redlight Remix)  4:20
3. I Need Air (Digital Soundboy Remix)  5:23